# Mikhaïl Mil
Pour les articles homonymes, voir Mil.
Mikhaïl Leontievitch Mil (en russe : Михаил Леонтьевич Миль), né le 22 novembre 1909 à Irkoutsk et mort le 31 janvier 1970 est un ingénieur soviétique et un célèbre constructeur d'hélicoptères.

## Biographie
Il fit ses études d'ingénieur aéronautique à l'institut de Novotcherkassk jusqu'en 1931. La même année, il intégra l'institut d'aérohydrodynamique (TsAGI) et y travailla dans la section des prototypes d'autogires et prototypes d'hélicoptères. Il y dirigea le bureau de calcul et de recherche aérodynamiques. À partir de 1947, il dirigea son propre bureau d'études, réalisant son premier appareil, le Mi-1 en septembre 1948. Cet hélicoptère remporta la compétition face à son concurrent le Yak-100 et fut construit en série. Il construisit ensuite le Mi-4 en 1951 lorsqu'il y eut besoin d'un appareil plus performant. Il commença à développer des hélicoptères lourds à partir de 1955 (1re présentation du Mi-6 géant en mai 1958 à Moscou). Suivirent ensuite la grue volante Mi-10, le Mi-2 propulsé par un moteur à turbine et le Mi-8. Le plus gros hélicoptère au monde était le Mi-12, un quadriréacteur de 105 t.